# Virodhamin
Virodhamin (O-arahidonoil etanolamin) je endokanabinoid i neklasični eikozanoid, izveden iz arahidonske kiseline. O-Arahidonoil etanolamin se sastoji od arahidonske kiseline i etanolamina spojenih estarskom vezom, za razliku od amidne veze prisutne u anandamidima. Zbog ove suprotne orijentacije, molekul je imenovan virodamin uzimajući za osnovu sanskritsku reč virodha, sa značenjem opozicija. On deluje kao antagonist 1 receptora i agonist 2 receptora. Koncentracije virodhamina u ljudskom hipokampusu su slične nivoima anandamida, ali su 2- do 9-puta više u periferalnm tkivima koja izražavaju CB2. Virodhamin snižava telesnu temperaturu kod miševa.